# Sungai Nyiur
Sungai Nyiur is een bestuurslaag in het regentschap Indragiri Hilir van de provincie Riau, Indonesië. Sungai Nyiur telt 1469 inwoners (volkstelling 2010).